# Жолчубеков Канибек Байбекович
Канибек Байбекович Жолчубеков (кирг. Каныбек Байбек улу Жолчубеков; нар. 8 жовтня 1989, село Мін Булак Бакай-Атинського району Таласької області) — киргизстанський борець греко-римського стилю, чемпіон та п'ятириразовий бронзовий призер чемпіонатів Азії, дворазовий срібний призер Азійських ігор. Майстер спорту Киргизстану міжнародного класу.

## Біографія
Народився в багатодітній родині. Має п'ять сестер. Спортом почав займатися з 11 років, коли був ще в третьому класі. У 2004 році вступив до спортивного інтернату. З восьмого класу почав тренуватися в Республіканському училищі олімпійського резерву імені Шерали Сидикова в Бішкеку. Тренери Бакит Алимбеков і Мейрамбек Ахметов. У 2006 році став срібним призером чемпіонату Азії серед кадетів. У 2008 виграв чемпіонат світу та чемпіонат Азії серед юніорів. У 2009 році на юніорському чемпіонаті світу посів третє місце. У 2014 та 2016 роках ставав чемпіоном світу серед студентів.

## Спортивні результати на міжнародних змаганнях

### Виступи на Чемпіонатах світу
| Змагання                        | Збірна     | Вагова категорія                 | Місце |
| ------------------------------- | ---------- | -------------------------------- | ----- |
| Чемпіонат світу з боротьби 2013 | Киргизстан | греко-римська боротьба, до 55 кг | 7     |
| Чемпіонат світу з боротьби 2017 | Киргизстан | греко-римська боротьба, до 59 кг | 5     |
| Чемпіонат світу з боротьби 2019 | Киргизстан | греко-римська боротьба, до 60 кг | 12    |

### Виступи на Чемпіонатах Азії
| Змагання                       | Збірна     | Вагова категорія                 | Місце  |
| ------------------------------ | ---------- | -------------------------------- | ------ |
| Чемпіонат Азії з боротьби 2010 | Киргизстан | греко-римська боротьба, до 55 кг | Бронза |
| Чемпіонат Азії з боротьби 2012 | Киргизстан | греко-римська боротьба, до 55 кг | Бронза |
| Чемпіонат Азії з боротьби 2013 | Киргизстан | греко-римська боротьба, до 55 кг | Бронза |
| Чемпіонат Азії з боротьби 2014 | Киргизстан | греко-римська боротьба, до 59 кг | Бронза |
| Чемпіонат Азії з боротьби 2016 | Киргизстан | греко-римська боротьба, до 59 кг | Золото |
| Чемпіонат Азії з боротьби 2018 | Киргизстан | греко-римська боротьба, до 60 кг | Бронза |

### Виступи на Азійських іграх
| Змагання           | Збірна     | Вагова категорія                 | Місце  |
| ------------------ | ---------- | -------------------------------- | ------ |
| Азійські ігри 2010 | Киргизстан | греко-римська боротьба, до 55 кг | Срібло |
| Азійські ігри 2014 | Киргизстан | греко-римська боротьба, до 59 кг | 7      |
| Азійські ігри 2018 | Киргизстан | греко-римська боротьба, до 60 кг | Срібло |

### Виступи на інших змаганнях
| Змагання                                                      | Збірна     | Вагова категорія                 | Місце  |
| ------------------------------------------------------------- | ---------- | -------------------------------- | ------ |
| Кубок Ядегара Імама 2011                                      | Киргизстан | греко-римська боротьба, до 55 кг | Срібло |
| Кубок Президента Казахстану з боротьби 2011                   | Киргизстан | греко-римська боротьба, до 55 кг | 11     |
| Олімпійський кваліфікаційний турнір з боротьби 2012 (Тайюань) | Киргизстан | греко-римська боротьба, до 55 кг | 4      |
| Кубок Президента Казахстану з боротьби 2012                   | Киргизстан | греко-римська боротьба, до 55 кг | Бронза |
| Золотий Гран-прі з боротьби 2013 (Сомбатгей)                  | Киргизстан | греко-римська боротьба, до 55 кг | Бронза |
| Золотий Гран-прі з боротьби 2013 (Баку)                       | Киргизстан | греко-римська боротьба, до 55 кг | 5      |
| Кубок Президента Казахстану з боротьби 2013                   | Киргизстан | греко-римська боротьба, до 55 кг | Золото |
| Турнір Вехбі Емре 2014                                        | Киргизстан | греко-римська боротьба, до 59 кг | 19     |
| Міжнародний турнір Любомира Івановича-Гедзи 2014              | Киргизстан | греко-римська боротьба, до 59 кг | Срібло |
| Чемпіонат світу з боротьби серед студентів 2014               | Киргизстан | греко-римська боротьба, до 59 кг | Золото |
| Турнір Вехбі Емре і Гаміта Каплана 2015                       | Киргизстан | греко-римська боротьба, до 59 кг | 18     |
| Кубок Владислава Пітласинські 2015                            | Киргизстан | греко-римська боротьба, до 59 кг | 5      |
| Меморіал Болата Турлиханова 2015                              | Киргизстан | греко-римська боротьба, до 59 кг | Золото |
| Меморіал Болата Турлиханова 2016                              | Киргизстан | греко-римська боротьба, до 59 кг | 5      |
| Чемпіонат світу з боротьби серед студентів 2016               | Киргизстан | греко-римська боротьба, до 59 кг | Золото |
| Золотий Гран-прі з боротьби 2016                              | Киргизстан | греко-римська боротьба, до 59 кг | Бронза |
| Турнір Вехбі Емре і Гаміта Каплана 2017                       | Киргизстан | греко-римська боротьба, до 59 кг | Срібло |
| Турнір Дана Колова — Николи Петрова 2017                      | Киргизстан | греко-римська боротьба, до 59 кг | 5      |
| Ігри ісламської солідарності 2017                             | Киргизстан | греко-римська боротьба, до 59 кг | Золото |
| Кубок Владислава Пітласинські 2017                            | Киргизстан | греко-римська боротьба, до 59 кг | Бронза |
| Меморіал Болата Турлиханова 2017                              | Киргизстан | греко-римська боротьба, до 59 кг | 8      |
| Кубок Тахті 2018                                              | Киргизстан | греко-римська боротьба, до 60 кг | Золото |
| Гран-прі Угорщини з боротьби 2018                             | Киргизстан | греко-римська боротьба, до 60 кг | Золото |
| Меморіал Болата Турлиханова 2018                              | Киргизстан | греко-римська боротьба, до 60 кг | 10     |
| Київський Міжнародний турнір з боротьби 2019                  | Киргизстан | греко-римська боротьба, до 60 кг | Золото |
| Чемпіонат Росії з боротьби 2019                               | Киргизстан | греко-римська боротьба, до 60 кг | Золото |

### Виступи на змаганнях молодших вікових груп
| Змагання                                      | Збірна     | Вагова категорія                 | Місце  |
| --------------------------------------------- | ---------- | -------------------------------- | ------ |
| Чемпіонат Азії з боротьби серед юніорів 2008  | Киргизстан | греко-римська боротьба, до 50 кг | Золото |
| Чемпіонат світу з боротьби серед юніорів 2008 | Киргизстан | греко-римська боротьба, до 50 кг | Золото |
| Чемпіонат світу з боротьби серед юніорів 2009 | Киргизстан | греко-римська боротьба, до 55 кг | Бронза |
| Чемпіонат Азії з боротьби серед кадетів 2006  | Киргизстан | греко-римська боротьба, до 46 кг | Срібло |